# Marc Jurczyk
Marc Jurczyk (né le 21 janvier 1996 à Böblingen) est un coureur cycliste allemand, spécialiste des épreuves de vitesse sur piste.

## Palmarès

### Championnats du monde
| Édition / Épreuve | Kilomètre | Keirin | Vitesse par équipes |
| Hong Kong 2017    | 18e       | 6e     |                     |
| Pruszków 2019     | 8e        | 13e    |                     |
| Roubaix 2021      |           |        | Bronze              |

### Championnats du monde juniors
| Édition / Épreuve      | Course à l'américaine | Omnium |
| Glasgow 2013 (juniors) |                       | Argent |
| Séoul 2014 (juniors)   | Argent                |        |

### Coupe des nations
- 2021
  - 1er du kilomètre à Saint-Pétersbourg

- 2022
  - 3e de la vitesse par équipes à Milton

### Championnats d'Europe
| Édition / Épreuve              | Kilomètre | Keirin | Vitesse individuelle | Vitesse par équipes |
| Montichiari 2016 (espoirs)     |           | Argent | 9e                   |                     |
| Saint-Quentin-en-Yvelines 2016 | 7e        | 4e     |                      |                     |
| Anadia 2017 (espoirs)          | 4e        |        |                      |                     |
| Aigle 2018 (espoirs)           | Argent    | Argent | 4e                   | Bronze              |
| Apeldoorn 2019                 | 5e        |        |                      | 4e                  |
| Granges 2021                   |           | 7e     | 10e                  | 6e                  |
| Munich 2022                    | 6e        | 6e     | 9e                   | 5e                  |
| Granges 2023                   | 8e        | 17e    | 13e                  | 4e                  |

### Championnats d'Allemagne
- 2011

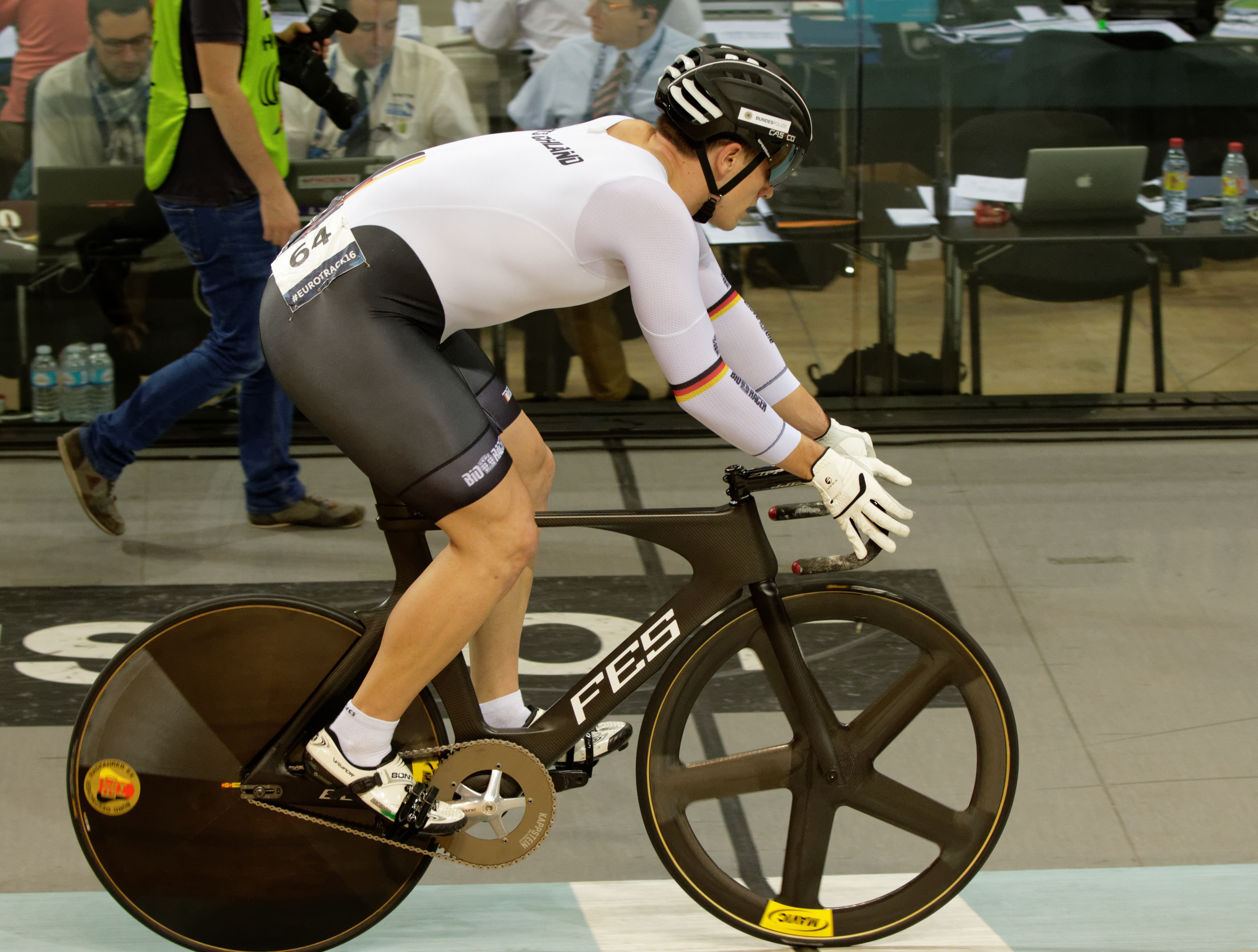
Jurczyk lors du keirin des championnats d'Europe 2016.

  -  Champion d'Allemagne de poursuite individuelle cadets
- 2013
  -  Champion d'Allemagne du kilomètre juniors
  -  Champion d'Allemagne de l'américaine juniors (avec Sven Reutter)
- 2014
  -  Champion d'Allemagne du kilomètre juniors
  -  Champion d'Allemagne de vitesse individuelle juniors
- 2016
  - 2e de la vitesse par équipes
  - 3e du kilomètre
  - 3e du keirin
- 2017
  - 2e du kilomètre
  - 2e du keirin
  - 2e de la vitesse par équipes
- 2018
  - 3e du kilomètre
- 2019
  -  Champion d'Allemagne du kilomètre
  -  Champion d'Allemagne du keirin
  -  Champion d'Allemagne de vitesse par équipes (avec Maximilian Dörnbach, Nik Schröter et Maximilian Levy)
  - 2e de la vitesse individuelle
- 2024
  - 3e de la vitesse par équipes